# Mattia Perin
Mattia Perin (Latina, Itàlia, 10 de novembre del 1992) és un futbolista professional italià que juga com a porter amb la Juventus de Torí.

## Trajectòria en clubs

### categories inferiors
Va començar a jugar en les categories inferiors del Pro Cisterna i Pistoia fins que l'any 2008 fitxa per l'equip juvenil del Genoa i es comença a consolida com el porter titular. L'any 2010 guanyaria el campionat juvenil (Campeonato Primavera) i la Supercopa juvenil (Supercoppa Primavera).

### Genoa
A partir de la temporada 2009/10 comença a entrenar amb el primer equip, alternant els partits amb l'equip juvenil, tot i que aquell any, no va jugar cap partit oficial. El seu debut va ser el 22 de maig de 2011 en un partit contra l'Cesena en el darrer partit de lliga de la Sèrie A, guanyat pel Genoa per 3 a 2.

### Calcio Padova
El 8 de juliol de 2011 és cedit al Calcio Padova, equip de la Serie B. Debutarà l'1 d'octubre de 2011 contra l'Empoli, en substitució del porter lesionat Iván Pelizzoli. A mitja temporada esdevé el porter titular de l'equip, jugant 25 partits i encaixant 39 gols.
Aquella mateixa temporada serà premiat com a millor porter de la Sèrie B.

### Pescara
El 30 de juliol de 2012 és cedit al Pescara, tot debutant amb l'equip abruzzese el 18 d'agost en el partit Pescara-Carpi (1-0) corresponent a la tercera ronda de la Copa d'Itàlia
. El 26 d'agost debutarà a la lliga en un mal partit contra l'Inter, ja que es va perdre per 0 a 3. En el Pescara va jugar 29 partits i va encaixar 66 gols i el seu equip va baixar a la Sèrie b.

### Genoa
L'1 de juliol de 2013, finalitzada la cessió amb el Pescara, torna al Genoa, on l'entrenador Fabio Liverani el confirma com a porter titular i portant el número 1. Fa el seu debut el 17 d'agost contra el Spezia a la Copa d'Itàlia, en un partit que va acabar amb empat i el Genoa va ser eliminat als penals. El debut de la lliga el fa el 25 d'agost en el partit contra l'Inter a Milà. La Lliga va començar malament, però tot i perdre els dos primers partits, el Genoa va guanyar el derbi davant la UC Sampdoria per 0-3. Però Liverani va ser acomiadat el 29 de setembre, amb el trist balanç d'una victòria, un empat i cinc derrotes (quatre a la Lliga i una a la Copa d'Itàlia, que eliminava l'equip rossoblù). Gian Piero Gasperini va ser el substitut de Liverani. La temporada va ser molt irregular i el Genoa va acabar en 14a posició. Perin va jugar 37 partits i va encaixar 50 gols.
La temporada 2014/15, Perin va debutar el 24 d'agost en el partit de la tercera ronda de la Copa d'Itàlia, contra el Lanciano amb victòria rossoblù per 0-1. El 24 de setembre, en el partit contra l'Hellas Verona Perin va portar per primera vegada el braçalet de capità, sent un dels jugadors més joves de la història del Genoa que ha portat el braçalet. El 28 de setembre, amb motiu del 109è Derby della Lanterna Perin va arribar als 100 partits jugats com a professional.

## Selecció italiana
Mattia Perin ha jugat en totes les categories de la selecció italiana. El 10 d'agost del 2012 va ser convocat per primera vegada a la selecció absoluta per l'entrenador Cesare Prandelli en al partit amistós contra Anglaterra jugat el 15 d'agost a Berna, tot i que Perin no va jugar cap minut. Perin també va ser convocat pel Mundial de Brasil 2014, sent el primer porter de la història del Genoa, convocat per un Mundial, tot i que no va jugar cap partit.
Va fer el seu debut amb la nacional absoluta, el 18 de novembre de 2014, als 22 anys, entrant en la segona meitat del partit amistós entre Itàlia i Albània que va es va jugar a l'estadi Luigi Ferraris de Gènova i que va finalitzar 1 a 0 a favor dels italians.

## Palmarès
Juventus FC
- 1 Serie A: 2018-19.
- 1 Supercopa italiana: 2018.